# Drone de combat
Pour les articles homonymes, voir Drone (homonymie).

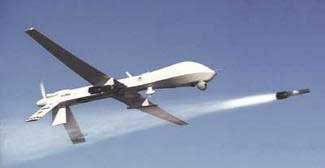
Predator tirant un missile Hellfire. Premier drone de combat de série utilisé de façon intensive, il sera retiré du service en 2018.

Un drone de combat (en anglais UCAV : unmanned combat air vehicle) est un type particulier de drone (en anglais UAV : unmanned air vehicle). Il est équipé de matériel d'observation et/ou d'armements divers. Il doit être distingué du drone suicide, aussi appelé « munition rôdeuse », qui est également un drone de combat, mais constitue lui-même la munition principale.

## Historique
L'utilisation de drone de combat a débuté durant la Seconde Guerre mondiale. Le STAG-1 (Special Task Air Group One) de la United States Navy utilisa un total de 42 drones Interstate TDR-1, considéré comme l'un des premiers missiles de croisière, armé d'une bombe ou torpille d'une tonne au combat guidé par un avion mère Grumman TBF Avenger, 37 d'entre eux ont atteint leurs zones affectées cibles et au moins vingt-et-un ont réussi leur attaque. La première mission de combat a eu lieu le 27 septembre 1944 contre des navires marchands japonais à l'ancre. Il organisa quatre missions en octobre 1944 utilisant quatre engins à chaque fois. Le 5, ils attaquent avec succès des installations antiaériennes à Rabaul lors de la campagne de Bougainville, deux autres missions le 9 et 15 sur Matupi furent des échecs et la quatrième le 26 sur Rabaul réussit.
Durant la guerre froide et la guerre du Vietnam, l'effort de reconnaissance et de guerre électronique voire de leurre pour la défense antiaérienne prime mais des tests de drones armés continuent ; en 1971, le premier missile air-sol AGM-65 Maverick lancé par un aéronef téléguidé Ryan Firebee réussit à détruire une cible d’essai dans le désert de Mojave. Des versions améliorées furent testées par la suite mais leur développement fut stoppé en partie à cause de certains responsables de l'USAF, qui ont vu les drones de combat comme une « concurrence » à l'avion piloté conventionnel et les négociations sur la limitation des armements stratégiques.
Durant la guerre Iran-Irak, les forces armées iraniennes équipent vers la fin du conflit des Ghods Mohajer-1, développés à l'origine à des fins de reconnaissance des lignes adverses et guidés à vue, de 6 roquettes de RPG-7 et les utilisent pour des frappes sur le champ de bataille contre l'armée irakienne.
En 1995, le Predator développé aux États-Unis commence à opérer des missions de surveillance durant la guerre de Bosnie. Durant la guerre du Kosovo début 1999, on décide d'en équiper en urgence de désignateur laser pour guider les frappes des avions de combat de l'OTAN mais le conflit se termine un jour après leur première mission de ce type. Il est décidé ensuite de combiner la fonction de « capteur » et de « tireur » pour réduire considérablement le temps de réaction.
Le 16 février 2001, un Predator tire avec succès pour la première fois un missile antichar AGM-114 Hellfire en vol lors d'essais. Au lendemain des attentats du 11 septembre 2001, les trois premiers Predator armés sont embarqués dans un McDonnell Douglas C-17 Globemaster III à destination du Moyen-Orient.
Le 23 décembre 2002 a lieu le premier combat aérien d'un drone lorsqu'un Predator en mission de reconnaissance en Irak tire deux missiles Stinger sans succès contre un MiG-25 irakien l'attaquant. Le MiG abat le Predator par un missile mais en démontrant une capacité d’autodéfense des drones, cela a évité que ceux-ci soient attaqués par la suite.
D'autres États utilisent depuis les années 2010 des drones de combat, ainsi le 7 septembre 2015, l'aviation pakistanaise annonce sa première frappe d'un camp terroriste depuis un drone de conception locale tandis que des drones de combat d'origine chinoise tels le Wing Loong et le CH-4 Rainbow de CASC Rainbow sont opérés par l'Arabie Saoudite, l’Égypte, le Nigeria et l’Irak entre autres. 
Dans le secteur des drones de combat, les États-Unis, Israël, la Turquie, la Chine et l’Iran sont les rares pays à produire en masse et exporter des drones militaires aux autres pays.
Le New York Times indique dans une enquête publiée en 2021 que le nombre de civils tués depuis 2014 par les drones américains est très supérieur aux 1 417 victimes officiellement reconnues par l'armée, le quotidien faisant état de milliers de morts dont beaucoup d'enfants.
Depuis la fin 2023, la Turquie a vendu à l’armée soudanaise des drones à hauteur de plus de 120 millions de dollars, selon un reportage du Washington Post. Le matériel inclut huit TB2 et des centaines d’ogives. Les drones turcs s’ajoutent aux drones iraniens Mohajer-6 que les FAS utilisent depuis la fin 2023. Les FSR ont riposté en accroissant leur emploi des drones, souvent contre des sites civils tels que les hôpitaux. Les analystes déclarent que l’emploi des drones, notamment les Bayraktar TB2, dans les zones urbaines à haute densité de population a conduit à une hausse du nombre de victimes civiles.

## Organisation d'une mission aux États-Unis
L'US Air Force est dans les années 2000/2010 et de très loin le premier utilisateur mondial de drones de combat, principalement ceux de la famille Predator. 
En juin 2010, 108 drones de ces types effectuent en permanence 42 patrouilles aériennes (combat air patrol, CAP) au-dessus des zones de conflit en Afghanistan et Irak. À la fin de l'année 2010, ils en feront 50 et 65 en 2013. Avec 4 drones pour chaque patrouille, un qui survole la zone en altitude, un qui s'en approche, un qui doit rentrer à la base pour entretien et un en réserve. Depuis le 1er avril 2015, face aux manques d'effectifs, on annonce que le nombre de CAP passe de 65 à 60.
Au sol, à la Creech Air Force Base située dans le Nevada, chaque patrouille mobilise 43 personnes effectuant les 3 × 8. Il faut, entre autres personnels, sept pilotes, sept opérateurs système et cinq coordinateurs de mission. Chaque équipe est appuyée lors des attaques aériennes américaines au Pakistan par une unité de renseignement de la Special Activities Division basée au siège de la Central Intelligence Agency, à Langley, en Virginie. Chaque unité de la CIA comprend, pour chaque patrouille, 66 personnes, dont 34 opérateurs caméra et 18 spécialistes du renseignement. En 2016, le département de la Défense reprend la majorité des missions de ce type à la CIA.
En février 2017, l'USAF dispose de 97 MQ-1 Predator qui seront retirés d'ici 2018 et de 150 MQ-9 Reaper. À cette date, elle veut disposer de 70 CAP (combat air patrols), contre 60 actuellement. Les dix nouvelles CAP voleront sur des drones appartenant à l'USAF mais qui seront opérés par des contractuels.
On annonce que l'US Air Force a formé 350 opérateurs de drones en 2011 et 250 pilotes d'avions de combat.

## Prise en compte des lois de la guerre
La plupart des pays ont ratifié les lois de la guerre (telles que les Conventions de Genève). Ces lois définissent la conduite à tenir en cas de guerre et précisent ce qu'est un combattant. Les objectifs sont de limiter les dommages collatéraux avec une bonne identification des cibles et de bien différencier combattants et non-combattants. Dans ce cadre, l'usage d'armements totalement automatisés est problématique, car il n'est pas possible de trouver une personne responsable. Dans tous les cas, l'ouverture du feu doit être autorisée par un contrôleur humain. Selon les lois de la guerre, ce contrôleur sera considéré comme un combattant, même s'il s'agit d'une personne civile, ce que permet la technologie. Il est donc préférable que ce contrôleur appartienne à l'armée qui comprend et accepte son rôle et les risques correspondants.

## Principaux modèles

### Projet Joint Unmanned Combat Air Systems (J-UCAS)

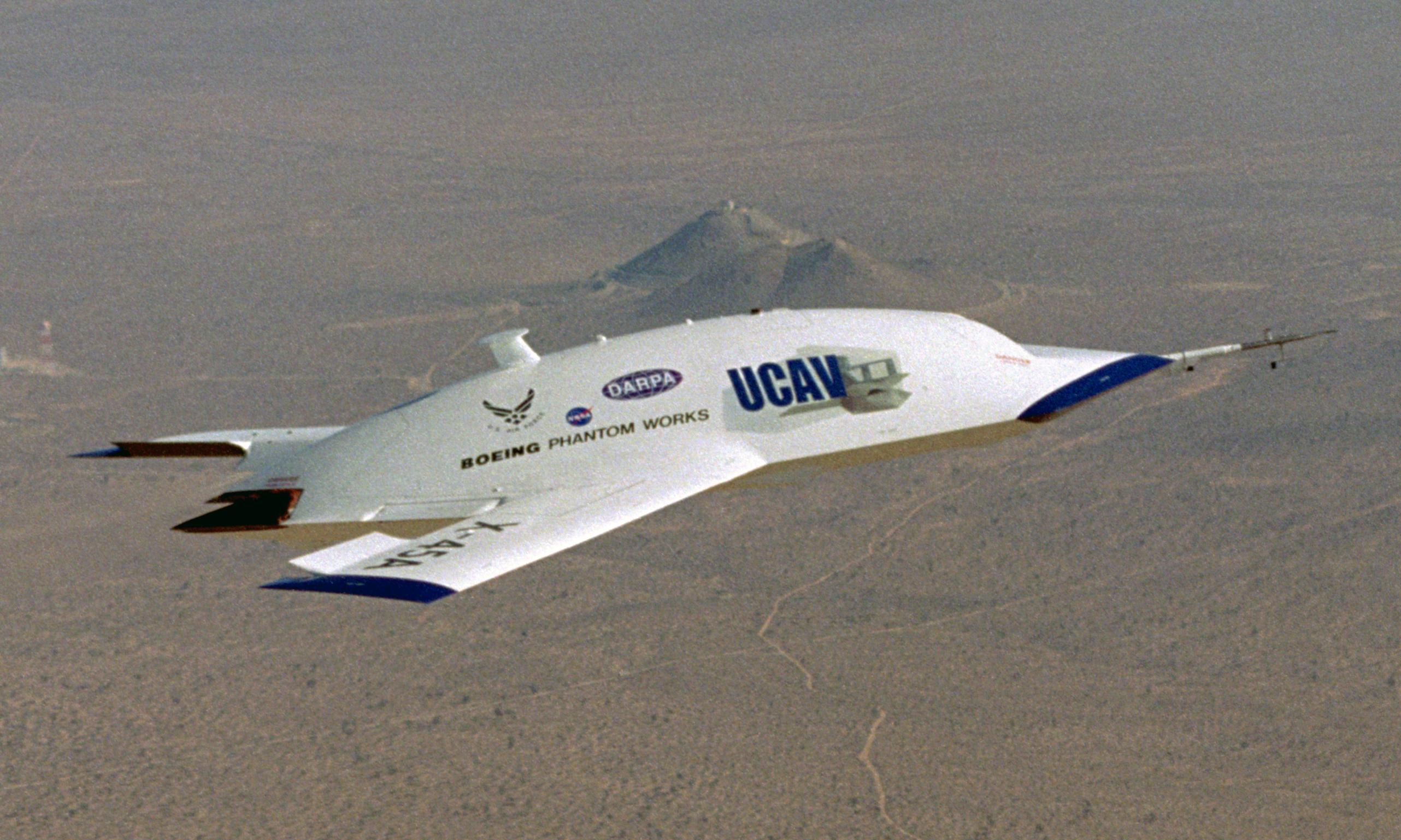
Prototype de drone de combat Boeing X-45

- Boeing X-45
- Boeing X-46
- Northrop-Grumman X-47 Pegasus

### USAFHunter-Killer
Ce programme non officiel de l'US Air Force qui vise à développer un drone de combat de bombardement tactique à long rayon d'action a été révélé par Aviation Week Magazine en septembre 2004. Il est parfois appelé Long Range Strike.
Les cinq candidats étaient
- Scaled Composites : Model 395, version non pilotée du Scaled Composites Proteus
- Northrop Grumann/Scaled Composites : Model 396, version allégée du Global Hawk
- General Atomics : MQ-9 Reaper (une nouvelle version du RQ-1 Predator)
- Aurora Flight Sciences/Israel Aircraft Industries : Eagle/Heron 2
- Lockheed Martin : Minion

C'est le MQ-9 Reaper qui a obtenu le marché qui serait de 60 appareils.

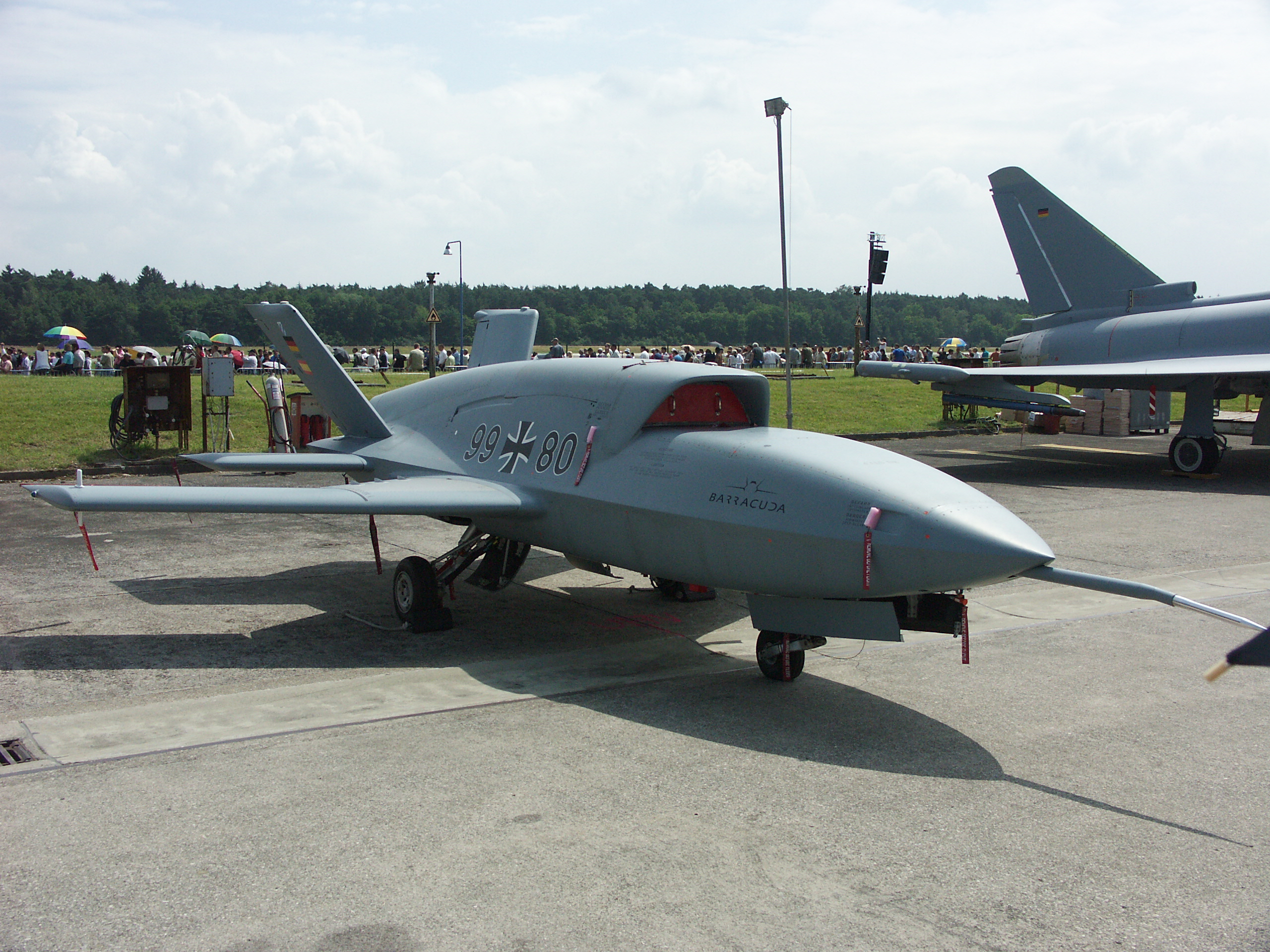
EADS Barracuda sur la base allemande de Manching

### EADS Barracuda
C'est un drone furtif civil ou de combat européen dont le premier vol a lieu en 2006. Son développement a été arrêté.

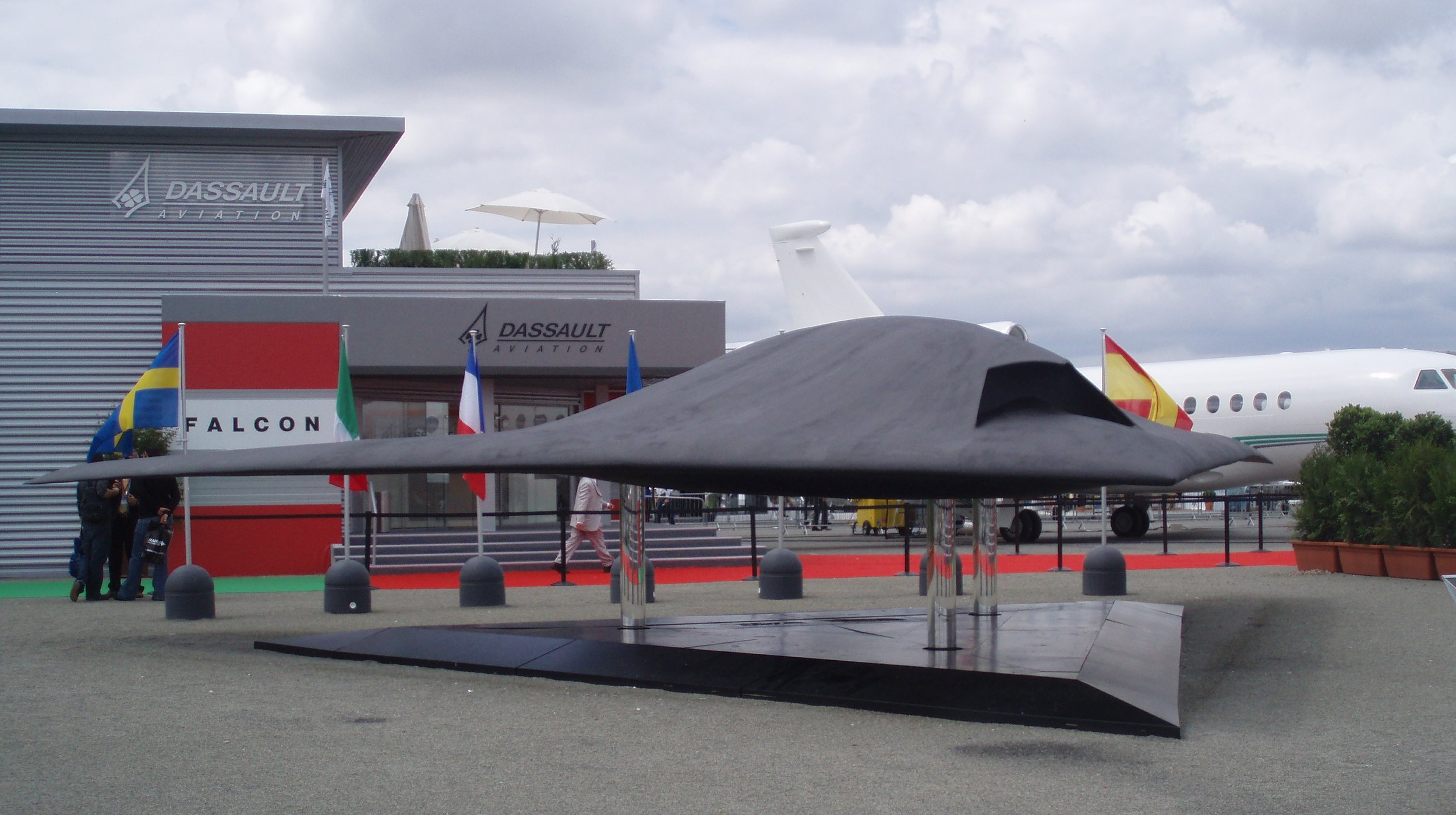
Dassault Neuron

### Dassault Neuron
Le Dassault Neuron est un démonstrateur de drone de combat furtif qui a été développé par plusieurs pays européens (France, Suède, Grèce, Italie, Espagne et Suisse), se basant sur l'aile volante et dont la maîtrise d'œuvre est confiée à Dassault Aviation. Il reprend une aérodynamique similaire au bombardier Northrop Grumman B-2 Spirit.

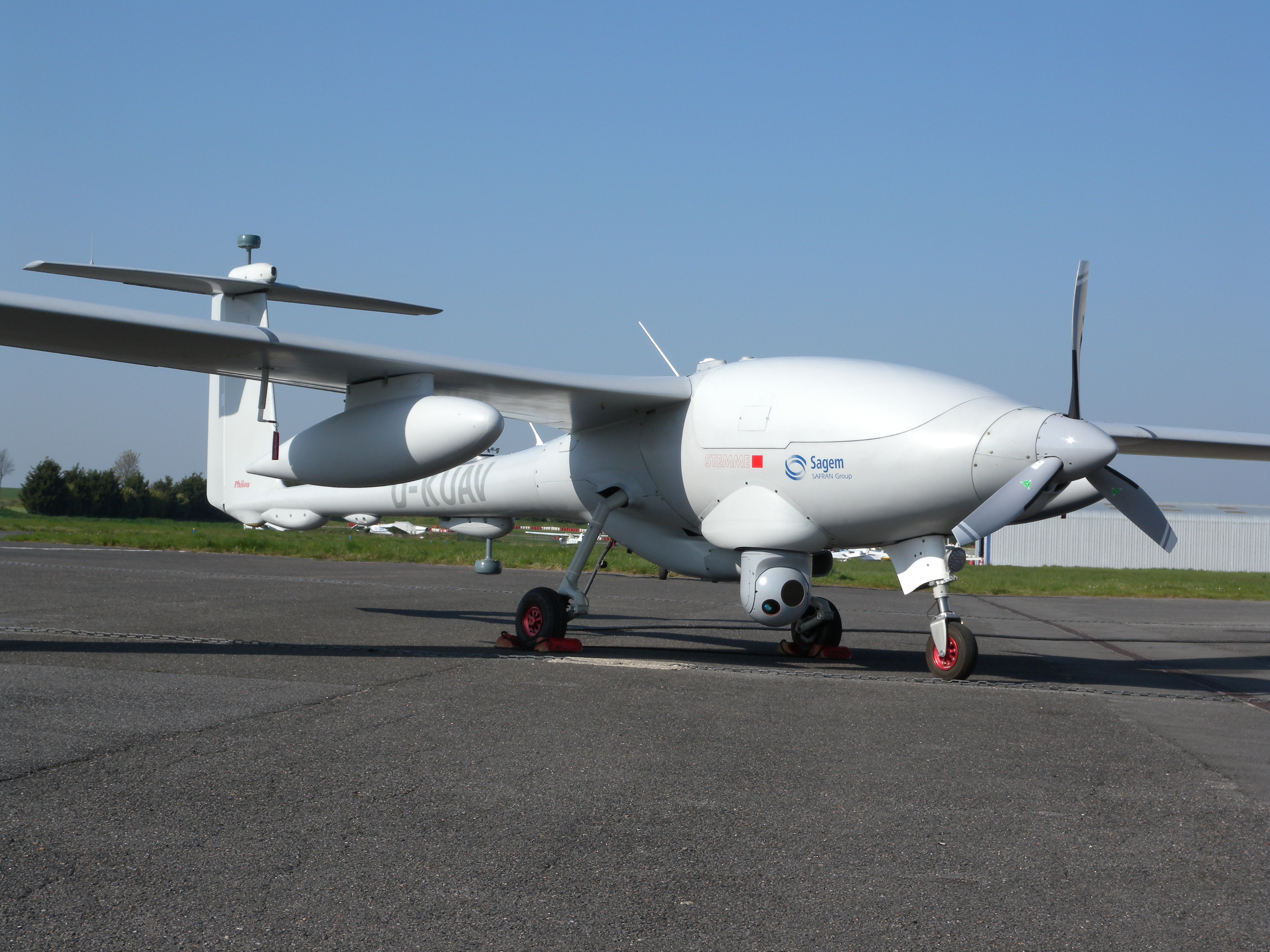
Sagem Défense Sécurité Patroller

### Safran Electronics & Defense Patroller
Le Safran Patroller est un drone de type MALE d'observation qui est testé à partir de 2017 et qui doit équiper l'armée de terre française en 2019. Il remplacera le drone Sperwer, conçu par Sagem Défense Sécurité.

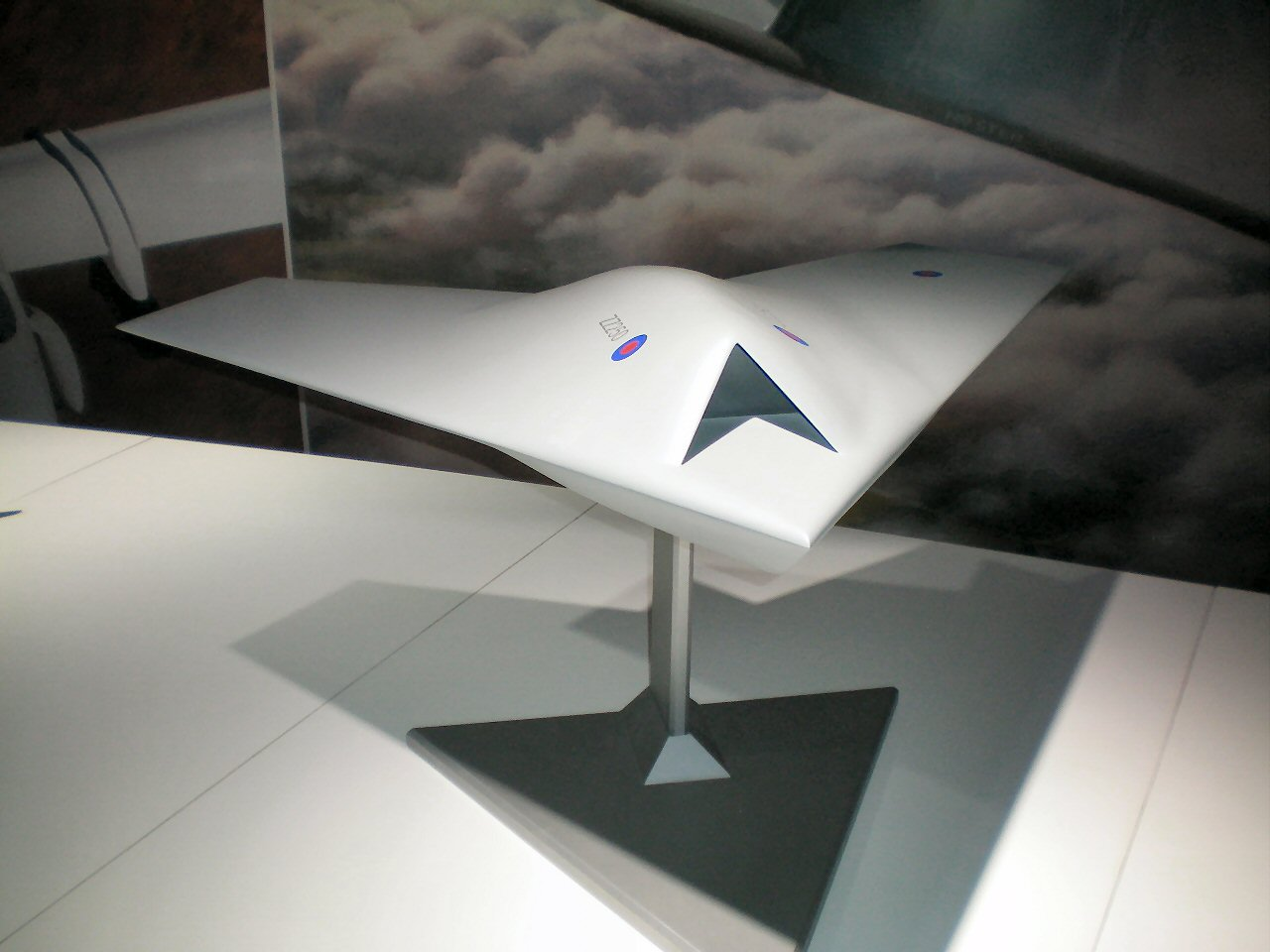
BAE Taranis

### BAE Systems Taranis
Taranis est un prototype français et britannique de drone de combat furtif. Il doit pouvoir emporter une gamme d'armements variés et réaliser sa mission de façon très autonome.

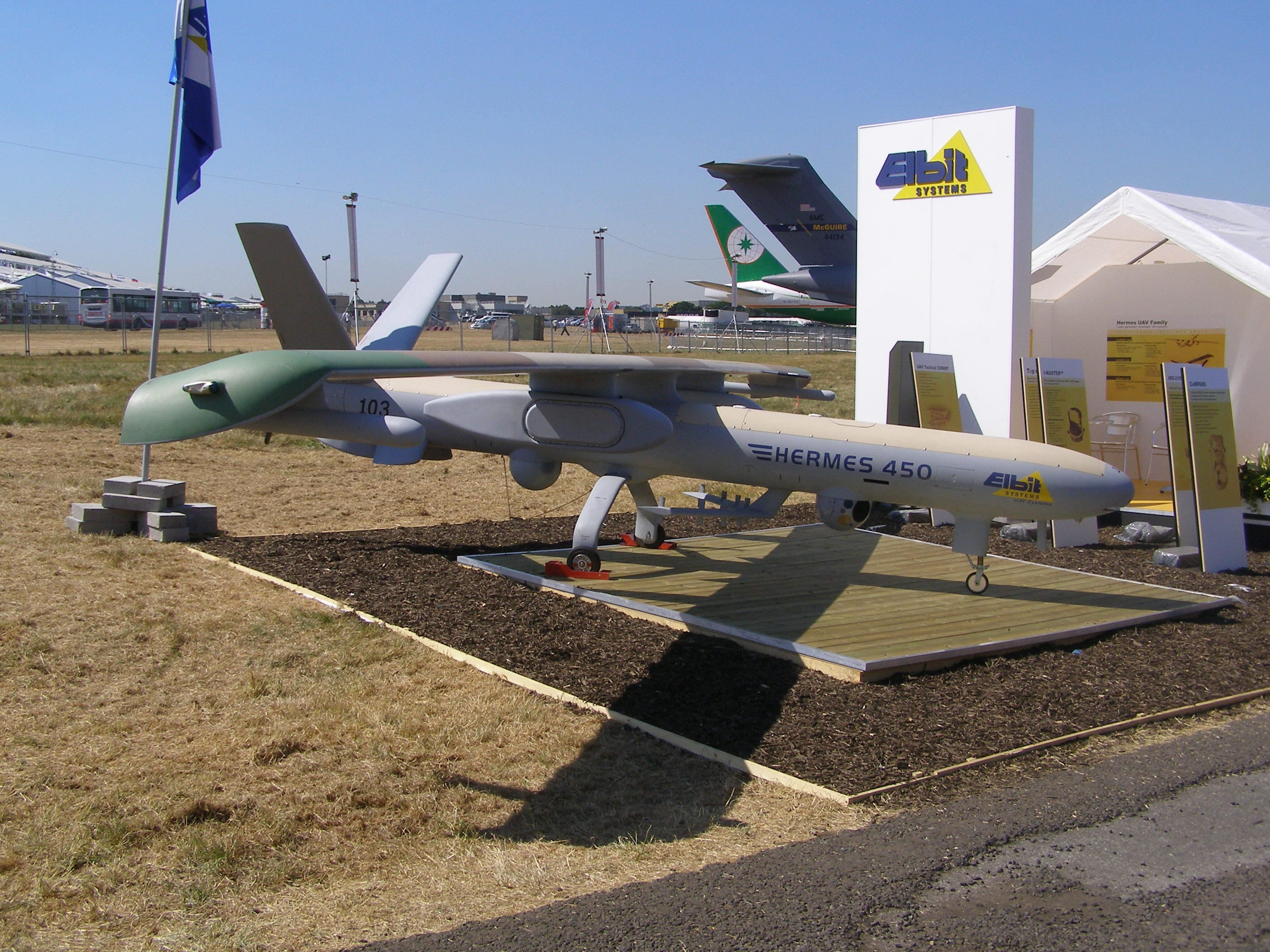
Elbit Hermes 450

### Elbit Systems Hermes 450
L'armée de l'air israélienne a transformé des drones Hermes 450 pour les équiper de missiles pour la surveillance et la destruction des sites de lancement de missiles.

### Israel Aerospace Industries Eitan (UCAV)
L'armée de l'air israélienne développe un drone de combat à long rayon d'action appelé Eitan. Il a une envergure de 26 mètres et un poids au décollage de 4 tonnes. Il est développé par la société nationale Israel Aircraft Industries. Il est capable de décoller et d'atterrir seul. Ses missions sont la reconnaissance et la destruction de lanceurs de missiles. L'escadre 210 basée à Tel Nof est la première unité à utiliser opérationnellement ce modèle depuis 2010.

### Anka 3
L'Anka-3 est un système d'avion de combat furtif sans pilote et un projet de drone de combat turc développé par la société Turkish Aerospace Industries intégrant des systèmes d'armes avec une capacité de charge utile élevée, dont les études de conception et de développement se poursuivent par la société turque Turkish Aerospace Industries.

### Bayraktar TB2

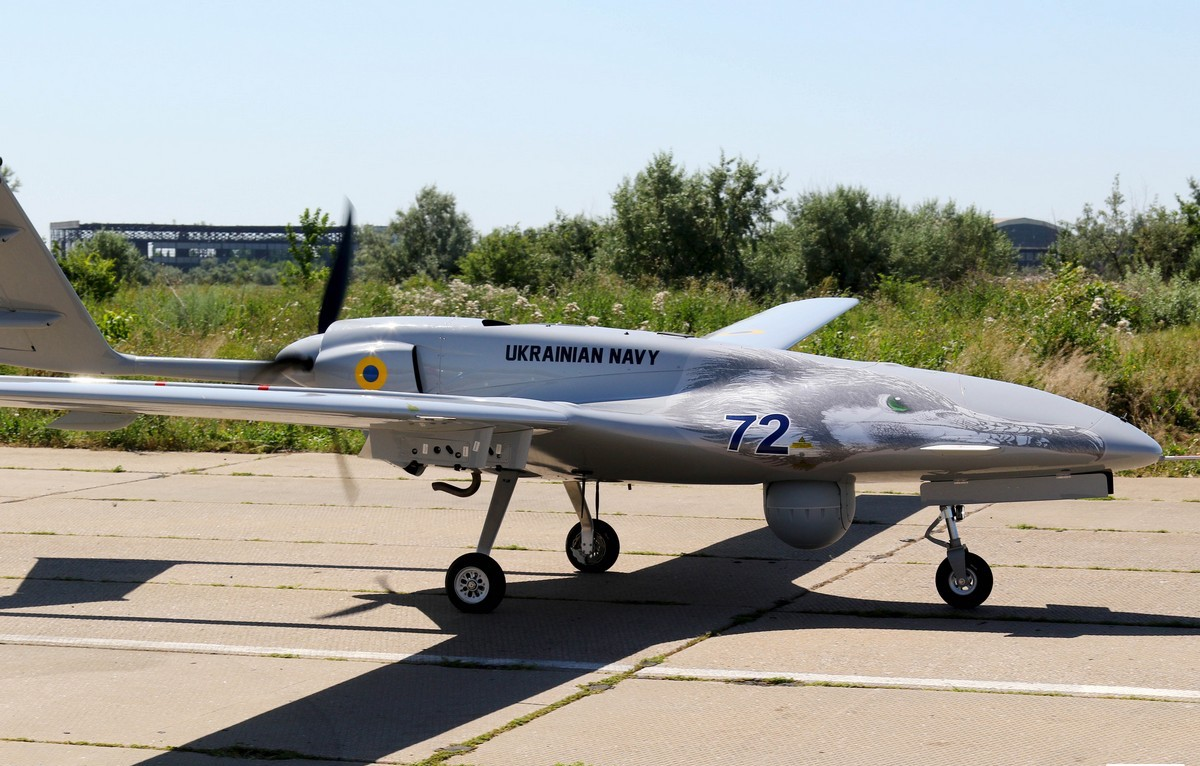
Bayraktar TB2 - Aviation navale ukrainienne

La compagnie turque Baykar développe le Bayraktar TB2, un drone tactique développé à partir du Bayraktar TB1. Sa phase de conception débute en 2012 et son premier vol est enregistré en 2014. Son autonomie en vol est estimé à 24 heures et son record établi à 27 heures et 3 minutes.
Baykar a aussi développé un drone appelé "Akıncı". Mis en service en 2021, il est contrôlé par des satellites ; sa charge utile serait de près de 1,5 tonne, dont 900 kilogrammes pourront être transportés sous les ailes comme armement. Non armé, il peut être équipé de capteurs optiques, de systèmes radar ou de technologies de guerre électronique.

### Autres programmes
- Alenia Aeronautica, Sky-X
- Bayraktar TB3
- Bayraktar Kızılelma
- TAI Anka 3

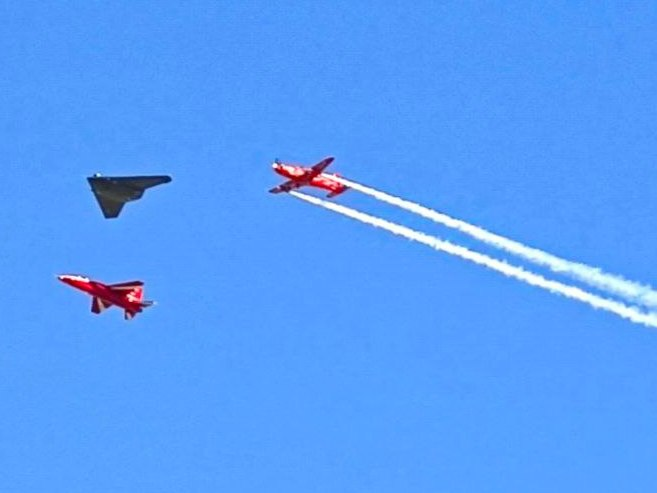
TAI Anka-3 (au centre) volant en formation avec un TAI Hürjet (à gauche) et un TAI Hürkuş (à droite) en 2024.

- Denel Aerospace Systems : drones tels que le Bateleur
- Indian Defence Research and Development Organisation : Drones de combat indien tels que Nishant et Lakshya[28]
- Mikoyan-Gourievitch Skat Mikoyan Skat dans Aviation Week
- Drones de combat chinois : Wing Loong, WZ-2000, Shenyang Dark Sword (Anjian), versions du Xianglong.
- Transformation en drone de combat des Shenyang J-5, J-6 et J-7 (qui étaient inspirés des MiG soviétiques)[29]
- Drone militaire : Une innovation redéfinie par l'Impression 3D